# Hypolimnas kuramata
Hypolimnas kuramata är en fjärilsart som beskrevs av Ribbe 1898. Hypolimnas kuramata ingår i släktet Hypolimnas och familjen praktfjärilar. Inga underarter finns listade i Catalogue of Life.